# Председнички избори у САД 1980.
Председнички избори 1980. у Сједињеним Државама били су 49. председнички избори у четворогодишњем трајању. Гласање је одржано у уторак, 4. новембра 1980. Републикански кандидат Роналд Реган победио је актуелног демократа Џимија Картера убедљивом победом. Ово су били други узастопни избори на којима је актуелни председник поражен након што је сам Картер победио Џералда Форда четири године раније 1976. Поред тога, то је био тек други пут и први у скоро 100 година да је републикански кандидат победио актуелног демократа. Због пораста конзервативизма након Реганове победе, неки историчари сматрају да су избори политичко престројавање које је означило почетак Реганове ере.
Картерова непопуларност и лоши односи са демократским лидерима подстакли су унутарстраначки изазов сенатора Теда Кенедија, млађег брата бившег председника Џона Кенедија. Картер је поразио Кенедија у већини демократских избора, али Кенеди је остао у трци све док Картер није званично номинован на Демократској националној конвенцији 1980. Републикански предизбори су оспоравани између Регана, који је раније био гувернер Калифорније, бившег конгресмена Џорџа Х.В Буша из Тексаса, конгресмена Џона Андерсона из Илиноиса и неколико других кандидата. Сви Реганови противници одустали су до краја предизбора, а Републиканска национална конвенција 1980. номиновала је карту коју су чинили Реган и Буш. Андерсон је у трку ушао као независни кандидат и убедио бившег гувернера Висконсина Патрика Луциа, демократа, да му буде кандидат за кандидатуру.
Реган је водио кампању за повећану одбрамбену потрошњу, спровођење економске политике на страни понуде и уравнотежен буџет. Његовој кампањи помогло је демократско незадовољство Картером, иранска талачка криза и погоршање економије код куће коју су обележиле велика незапосленост и инфлација. Картер је напао Регана као опасног десничарског екстремиста и упозорио да ће Реган укинути Медикер и социјално осигурање.
Реган је на изборима победио убедљиво, узевши велику већину гласова на изборима и 50,7% гласова народних гласова. Реган је добио највећи број изборних гласова које је икад освојио непредстојећи председнички кандидат. На истовременим изборима за Конгрес, републиканци су први пут од 1955. године освојили контролу над Сенатом Сједињених Држава.Картер је освојио 41% гласова, али је имао само шест држава, а Вашингтон, ДЦ Андерсон, освојио је 6,6% гласова, и најбоље се показао међу либералним републиканским гласачима незадовољним Реаганом. Реаган, тада 69-годишњак, био је најстарија особа која је икад изабрана на први мандат. Доналд Трамп и Џо Бајден оборили су тај рекорд 2016. односно 2020. године. Трамп је изабран у 70. години, а Бајден у 77. години.

## Главни кандидати
| Lp. | Слика | Име             | Слика | Кандидат за потпредседника | Странка               |
| --- | ----- | --------------- | ----- | -------------------------- | --------------------- |
| 1.  |       | Роналд Реган    |       | Џорџ Х. В. Буш             | Републиканска странка |
| 2,  |       | Џими Картер     |       | Волтер Мондејл             | Демократска странка   |
| 3.  |       | Џон Б. Андерсон |       | Патрик Луси                | Независни             |

## Резултати
| Кандидат         | Странка                 | Гласови    | Гласови  | Изборници |
| Кандидат         | Странка                 | Број       | Проценат | Изборници |
| ---------------- | ----------------------- | ---------- | -------- | --------- |
| Роналд Реган     | Републиканска странка   | 43.903.230 | 50,75%   | 489       |
| Џими Картер      | Демократска странка     | 35.480,115 | 41,01%   | 49        |
| Џон Б. Андерсон  | Независан               | 5.719.850  | 6,61%    | 0         |
| Едвард Е. Кларк  | Либертаријанска партија | 921.128    | 1,06%    | 0         |
| Бери Комонер     | Грађани                 | 233.052    | 0,27%    | 0         |
| Остали кандидати | Остали кандидати        | 252.303    | 0,29%    | 0         |
| Укупно           | Укупно                  | 86.509.678 | 100%     | 538       |